# Іван Павло II
Іва́н Павло́ ІІ (лат. Ioannes Paulus PP. II, пол. Jan Paweł II, італ. Giovanni Paolo II; мирське ім'я: Ка́роль-Ю́зеф Войти́ла, пол. Karol Józef Wojtyła; 18 травня 1920, Вадовиці, Польща — 2 квітня 2005, Ватикан) — 264-й Папа Римський. Римо-католицький польський єпископ, єпископ-помічник Кракова, а згодом архієпископ-митрополит Краківський і кавалер Ордену Білого Орла; 6-й суверенний голова міста-держави Ватикан. Святий католицької церкви, канонізований 2014 року.
Іван Павло II очолював католицьку церкву двадцять шість з половиною років. Це другий найдовший понтифікат після Папи Пія IX, що займав римську катедру протягом 32 років. Іван Павло II — перший в історії Папа-слов'янин, а так само перший Папа-неіталієць від часів голландця Адріана VI, що був Папою Римським від 1522 до 1523 року.
Поет і поліглот, також актор, драматург, педагог, філософ історії, феноменолог, містик і представник християнського персоналізму.

## Біографія

### Дитинство

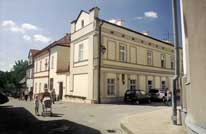
Будинок у Вадовицях, де жив Кароль Войтила

Кароль Юзеф Войтила народився у містечку Вадовіце біля Кракова у родині поручника польської армії Кароля Войтили та вчительки Емілії Качуровської. Він чудово навчався в школі. Коли Каролю виповнилося 8 років, померла його мати, а у 12 років він утратив старшого брата Едмунда Войтилу. Він працював лікарем у лікарні в Бєльську і помер 1932 року, заразившись скарлатиною від дитини, яку лікував .
У дитинстві найбільше полюбляв футбол, лещета (лижі), місцеві кремові тістечка (пол. kremówki) та театр. Мріючи стати професійним актором, Кароль у 14 років спробував себе в шкільному драматичному гуртку, ще в юності написав п'єсу «Король-Дух». Очолював шкільне Марійське товариство. У 14 років здійснив свою першу прощу до головної святині Польщі в місті Ченстохова.
1938 році Кароль прийняв тайну миропомазання й здобув середню освіту.

### Юність
1938 року Кароль вступає на філософський факультет Яґеллонського університету і разом з батьком переїздить до Кракова. Водночас продовжує акторську діяльність в експериментальній драматичній трупі «Студія 38». Цього ж навчального року стає членом студентського товариства Пресвятої Євхаристії та Милосердя.
Коли у 1939 році розпочалася Друга світова війна, Кароль Войтила, студент II курсу, змушений був залишити навчання. Він виступає у підпільному театрі й уникає ув'язнення та депортації лише завдяки праці y каменоломні.
Юнак регулярно відвідував ігри футбольного клубу «Краковія» під час навчання у Яґеллонському університеті, а у 1950-х і 60-х роках ходив на матчі вже отримавши сан єпископа. Пізніше, у часи свого понтифікату Папа прийняв делегацію клубу на аудієнції у Ватикані.

### Приготування до священства
У 1940—1941 роках працював на хімічному заводі «Сольвей». 1941 року помирає батько Кароля. Тоді ж Кароль стає студентом підпільної духовної семінарії, де розпочинає таємне приготування до священства. Його праця у «Сольвеї» та богословські студії тривали до нещасного випадку на початку 1944 року, коли він, збитий машиною, місяць пробув у лікарні.
Під час 3-го року навчання на богословському факультеті він приймає постриг і вступає до школи канторів, стає віце-прем'єром «Братньої допомоги» (цю посаду обіймав до квітня 1946 р.). 13 жовтня 1946 року кардинал Сапега висвятив К.Войтилу в сан піддиякона, а через тиждень — диякона. У листопаді той же ієрарх висвятив його на священника римо-католицької церкви.

### Початок служіння
1946 року, майже відразу після рукоположення на священника, він залишає Польщу і вдосконалює свої знання на філософському факультеті Домініканського Папського міжнародного коледжу Анґелікум у Римі. У 1947 році — здобуває ліценціат з богослов'я, навчається в Університеті Фрібура (Швейцарія) та Лувенському університеті (Бельгія). У 1948 році завершує працю над докторатом і повертається до Польщі, де виконує функції вікарія парохії села Неговіце, а потім в одній із міських парохій Кракова.
1949 року Кароль Войтила у Кракові починає працювати з університетською молоддю та медиками у парохії святого Флоріана, а в 1950 році готує свої перші публікації. 1951 року бере дворічну відпустку, щоб підготуватися до університетських викладів.
У 1953 році Войтила отримує ступінь доктора морального богослов'я на теологічному факультеті Яґеллонського університету, після чого викладає в університеті суспільну етику. Незабаром комуністична влада закриває богословський факультет, і навчання доводиться перенести до Краківської семінарії. Тоді ж Войтилі пропонують викладати в Люблінському католицькому університеті, де наприкінці 1956 року він очолив кафедру етики.

### Єпископ, архієпископ і кардинал
У липні 1958 року за призначенням Папи Пія XII він стає вікарним єпископом Кракова, а з вересня — єпископом.
У жовтні 1962 року він бере участь у роботі 1-ї сесії Другого Ватиканського собору як один із його наймолодших учасників. У січні 1964 року під час закриття 2-ї сесії його призначають архієпископом, митрополитом Краківським. Після завершення 3-ї сесії собору та впродовж приготування до 4-ї (завершальної) сесії новий архієпископ працює над документом «Schema XIII», "Gaudium et Spes" («Про Церкву в сучасному світі»). Під час роботи сесії польські єпископи опублікували свій лист до німецьких єпископів про примирення зі словами: «Пробачаємо і просимо пробачення».
Одним із перших кроків архієпископа Войтили було рішення перенести ікону Божої Матері з Ченстохови до своєї єпархії, де протягом року вона виставлялася для поклоніння у 120 парафіях за незмінної присутності архієпископа, якого 26 червня 1967 року піднесли до гідності кардинала.
Кардинал Войтила активно подорожує: відвідує польські спільноти різних країн, зібрання, євхаристійні конгреси, помісні синоди; читає лекції, виголошує промови на наукових зібраннях; бере участь у роботі правлячих синодів, які відтепер відбуваються у Римі щоп'ять років з метою розвитку і впровадження декретів Другого Ватиканського собору. Небагато кардиналів набули стільки міжнародного досвіду за такий короткий проміжок часу.
16 жовтня 1978 року (після смерті папи Павла VI і короткого правління папи Івана Павла І) кардинала Кароля Юзефа Войтилу обрано 264-им Папою Римським під іменем Івана Павла ІІ.

### Початок Понтифікату

Країни, які відвідав Папа Іван Павло II (насиченість синього кольору пропорційно кількості візитів)

Вперше з 1523 року (понтифікат Адріана VI) на Апостольський престол піднявся не італієць, а іноземець. Особливе значення обранню Войтили надавав той факт, що новий понтифік походив із соціалістичної країни.
58-літній Папа, який був у прекрасній фізичній формі, одразу ж зарекомендував себе як глава церкви, сповнений свіжих ідей і нових задумів. Незабаром стало очевидним, що він поєднує традиційний релігійний консерватизм з безпрецедентними рішеннями та вчинками.
Коли Кароля Войтилу обрали Папою, церква перебувала у дуже важкому стані. У XX столітті відбулися величезні зміни на суспільному, політичному, економічному і технологічному рівнях. Усі вони зачепили і церкву. Папа Іван XXIII, скликаючи Другий Ватиканський собор, сподівався «осучаснити» церкву, але цей процес виявився дуже складним і повільним.

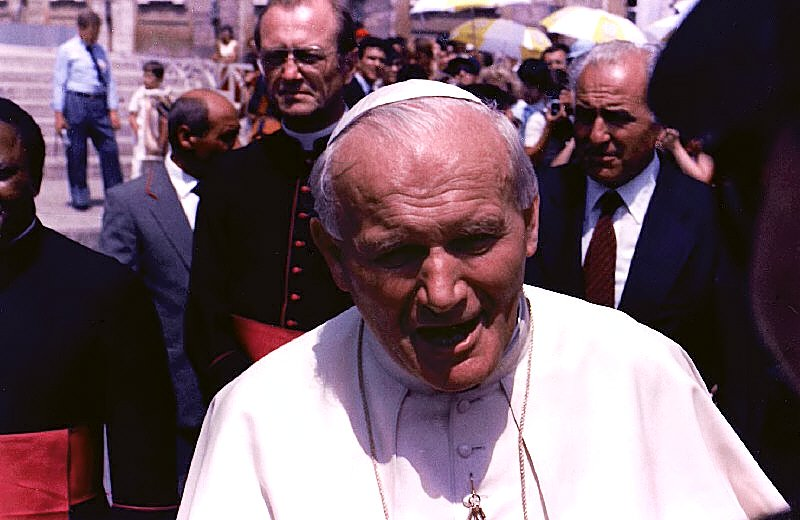
Іван Павло II (площа св. Петра, Рим, 1985)

На початку 1960-х років з'явилося багато нових тенденцій, що розвинулися впродовж 1970-х: використання та зловживання засобами масової інформації, матеріалізм і споживацтво, сексуальна революція та рухи проти приросту населення, проникнення комунізму в політичні й суспільні структури та утвердження секуляризму як панівної ідеології розвиненого світу.
Іван Павло II, будучи Архієпископом Кракова, переконався на власному досвіді у складності втілення в життя постанов Другого Ватиканського собору.
Тому його понтифікат був позначений двома визначальними рисами: велика кількість опублікованих праць та постійні подорожі, протягом яких Святіший Отець відвідав із пастирським візитом майже усі країни, де є католики.
Іван Павло II та його курія написали стільки праць, які за кількістю і якістю дорівнюють працям таких великих богословів як Святий Тома Аквінський. Самих лише енциклік Іван Павло II видав 14. До найвідоміших належать: «Redemptor hominis» (1979), «Dives in misericordia» (1980), «Laborem exercens» (1981), «Slavorum apostoli» (1985), «Dominum et vivificantem» (1986), «Sollicitudo rei socialis» (1987).

### Замах на Папу
Активна діяльність Івана Павла II не всім була до вподоби. 13 травня 1981 року член турецького ультранаціоналістичного угруповання Мехмет Алі Агджа на площі Святого Петра стріляв у Папу, важко поранивши його. Проте куля пройшла в кількох міліметрах від життєво важливих органів.
Існує багато свідчень того, що за Агджею стояли болгарські спецслужби, що були філією КДБ СРСР, керованого КПРС. Після виходу із тюрми Агджа зробив заяву, що напише мемуари про свою діяльність.

### Падіння Радянського Союзу
Обрання Папою людини з комуністичної держави сприяло прискоренню процесів розпаду Радянського Союзу, визволення країн Східної та Центральної Європи і повернення релігійної свободи на всій пострадянській території.
Уже після трьох місяців обрання Іван Павло II приймав у себе з візитом міністра закордонних справ Радянського Союзу А. Громика. Ця зустріч започаткувала низку контактів, які врешті допровадили до зустрічі з Генеральним секретарем ЦК КПРС Михайлом Горбачовим, що відбулася у Ватикані 1 грудня 1989 року. Це була перша в історії зустріч глави Ватикану з найвищим комуністичним очільником.

### Екуменічні відносини
Папа зі Сходу був особливо добре підготований до діалогу з ієрархами інших Церков. Дипломатичні контакти, постійні звертання в посланнях, Апостольські листи і дружні жести сприяли новій довірі та тісним контактам, яких не знали вже століттями.
Константинопольський Патріарх Димитрій відвідав Рим у грудні 1987 року, а 1988 року делегація Ватикану відвідала Москву, де взяла участь у святкуванні Тисячоліття Хрещення Київської Русі.
У травні 1995 року опубліковано Апостольський лист про Східні Церкви «Світло Сходу», і того ж місяця вийшла енцикліка «Щоб усі були одно». У червні Рим відвідав наступник Димитрія, Константинопольський Патріарх Варфоломій I, тоді ж підписано спільну заяву. Через півтора року Католикос Вірменії Ґареґін також прибув до Риму для підписання спільної заяви. Після цих зустрічей з'ясувалося, що не існує доктрини, яка б розділяла Схід і Захід.
Іван Павло II доклав чимало зусиль, щоби покращити відносини із протестантськими церквами. Делегації лютеран побували в Римі. 1981 року англіканський Архієпископ Кентерберійський Роберт Рансі відвідав Папу, а в 1989 році підписано спільну заяву. Його наступник Джордж Кері обрав той же шлях, завдяки чому було підписано наступну спільну заяву.
У квітні 1986 року було налагоджено зв'язки з нехристиянськими релігіями. Відвідавши єврейську громаду в Римі, Іван Павло II став першим сучасним Папою, який молився в синагозі.

### Спокута гріхів церкви
Папа Іван Павло ІІ — перший понтифік, який умів вибачатися. Підрахували, що усього з моменту обрання Папою Іван Павло II вибачався з різних причин приблизно 100 разів.
Найперше вибачився перед італійцями за погане володіння їхньою мовою. Перед китайцями вибачався за допущені католицькою церквою помилки часів колоніалізму. Вибачався перед індіанцями та африканцями. Перед євреями за антисемітизм церкви.
У 1992 році публічно вибачався перед покійним не одне століття Галілео Галілеєм, оголосив рішення інквізиції помилковим і реабілітував вченого, повернувши йому «право бути законним сином церкви». Потім були реабілітовані Джордано Бруно, Савонарола, Ян Гус і Мартін Лютер.
У зверненні до жінок щиро каявся у співучасті церкви у їх пригніченні, приніс вибачення за несправедливість і дискримінацію в оплаті праці, кар'єрі й у всьому, що стосується демократичних прав і обов'язків громадян. У 1995 році від імені католицької церкви попросив пробачення за зло, вчинене «братам з інших конфесій». У Києві відразу ж по приїзді в аеропорт визнав провину за «помилки, довершені католицькою церквою у далекому і недавньому минулому».

### Останні роки Понтифікату

Меморіальна дошка з нагоди 2-ї річниці відвідин Іваном Павлом II Митрополичої Базиліки у Львові, 25 червня 2001 року

У червні 2001 року Іван Павло II відвідав з офіційним візитом Україну, де відправив меси у Києві та Львові, а також очолив Божественну Літургію східного обряду.
Папа не оминув увагою і злочин Голодомору-геноциду, Іван Павло ІІ у зв'язку з 70-ми роковинами Голодомору в посланні кардиналу Любомиру Гузару написав: «Йдеться про жахливий задум, здійснений з холодним розрахунком можновладцями тієї епохи. … Досвід цієї трагедії повинен сьогодні керувати почуттями та діяльністю Українського народу на шляху до злагоди та співпраці. … Потрібно докласти зусиль до щирого та дійового примирення: саме у такий спосіб можна вшанувати жертви, які належать усьому Українському народу».
26-річний понтифікат Івана Павла II став третім за тривалістю в історії католицької церкви після правління Святого Петра і блаженного Пія IX. За цей час понтифік відбув 250 пастирських поїздок, у тому числі 104 закордонні подорожі, подолавши шлях, який більш ніж втричі перевищує відстань від Землі до Місяця.
У ході цих вояжів він відвідав 1022 міста на всіх континентах і провів за межами Ватикану в цілому понад 822 доби. Ці цифри треба розглядати в контексті того, що перша закордонна подорож Папи в історії церкви взагалі відбулася тільки в середині XX століття, і зробив її Павло VI. Нездійсненою мрією Івана Павла II так і залишилася поїздка до Росії.
Ще один рекорд, встановлений Папою, пов'язаний з кількістю вірян і паломників, до яких він безпосередньо звернувся за роки свого понтифікату. Тільки у ході загальних авдієнцій у нього побували близько 17 мільйонів людей.

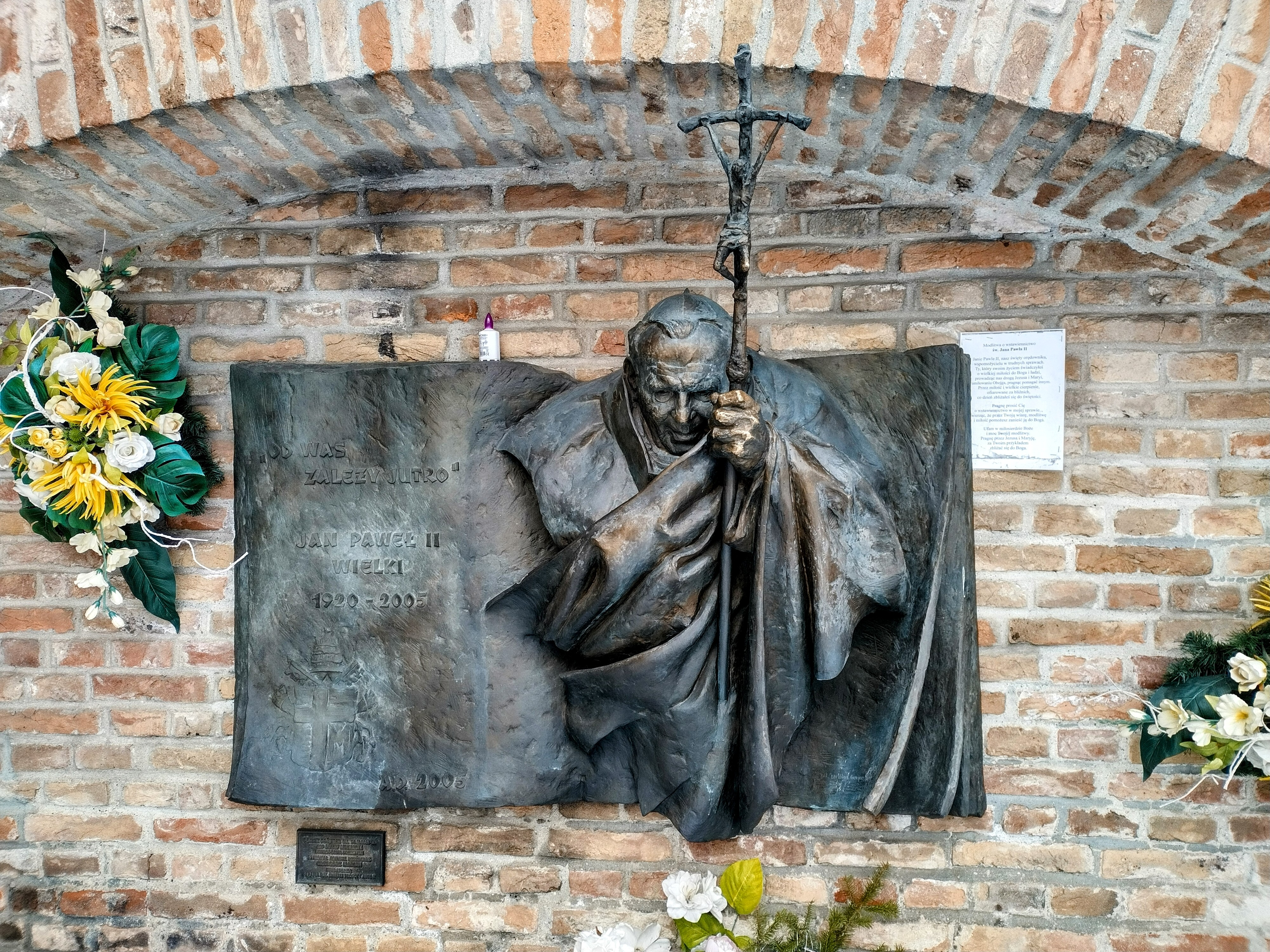
Меморіальна дошка Івану Павлу II біля костелу Святої Трійці в Перемишлі

Понтифік незмінно привертав пильну увагу ЗМІ. В середньому на рік у світі виходило близько 200 книг, присвячених його персоні. Особливий інтерес був прикований до фігури Івана Павла II в перші роки його понтифікату, коли він піддавав різкій публічній критиці всі види тоталітаризму і особливо часто — комунізм.

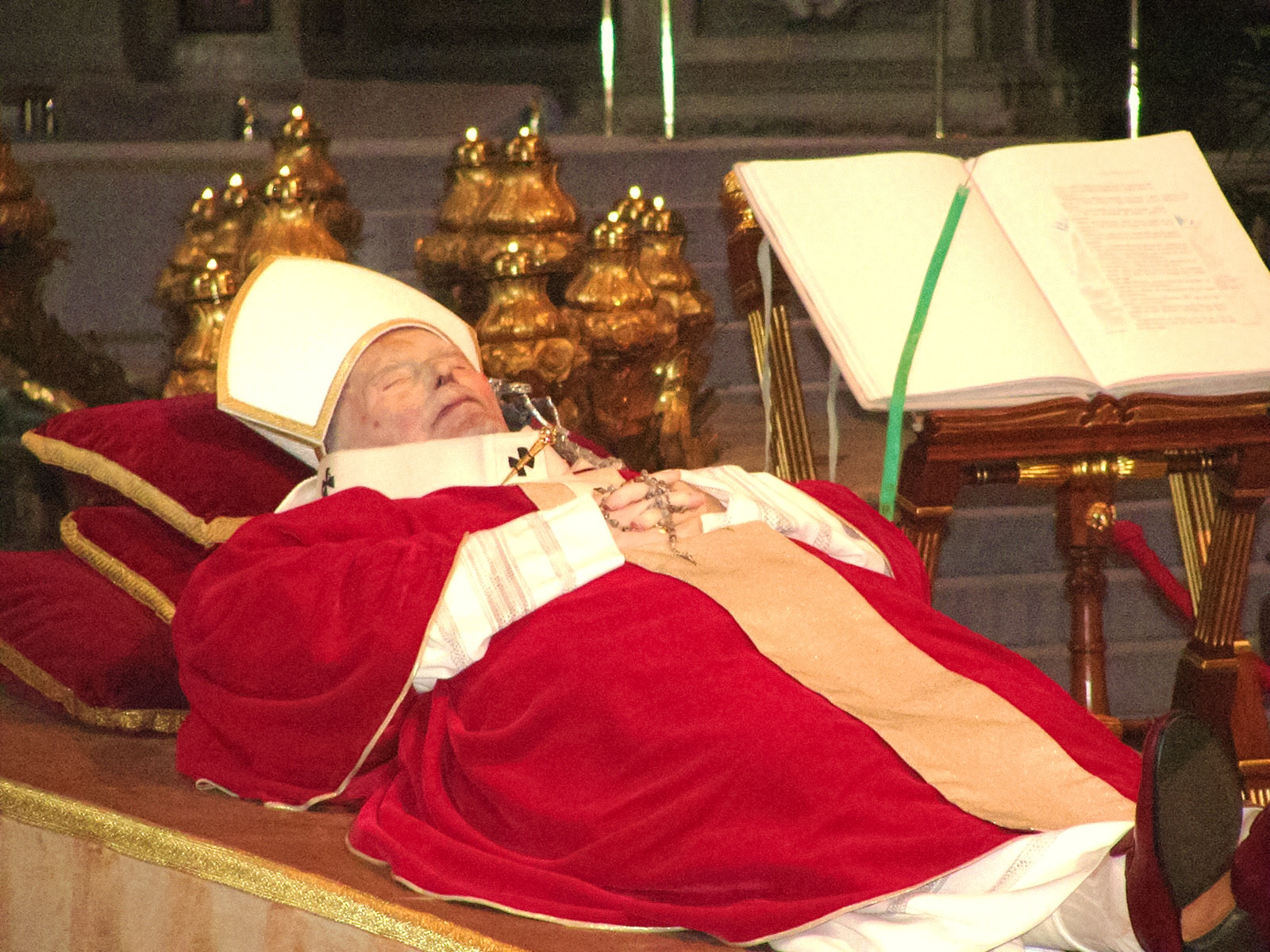
Прощання з Іваном Павлом ІІ

2 квітня 2005 року Іван Павло II помер від септичного шоку та серцево-судинного колапсу. Про це говориться у свідоцтві про смерть, підписаній доктором Ренато Буццонетті, главою Дирекції охорони здоров'я та гігієни Держави Ватикан.
Папа Римський Іван Павло ІІ пішов у засвіти за 7 хвилин до вечірньої молитви, яка за ватиканським порядком денним припадає на 22.45. Перебуваючи у свідомості, він, як стверджують люди з його найближчого оточення, спробував зробити прощальний жест у бік площі Святого Петра, де чатували десятки тисяч вірних.
Іван Павло II є автором понад 120 філософських і богословських робіт, 5 книг, остання з яких, «Пам'ять і ідентичність», вийшла у світ напередодні його останньої госпіталізації 23 лютого 2005 року. Але головним папським «бестселером» стала книга «Переступити поріг надії» (1995), видана майже в 20 мільйонах примірників. Крім того, Іван Павло II є автором п'єс «Золотих справ майстри», «Брат нашого Бога», «Фатальна звістка», поем і віршів.
Іван Павло II добре володів 6 мовами, хоча свої звернення до вірних проголошував і багатьма іншими.

## Похорон
Прощання з папою римським Іваном Павлом II і його похорон стали наймасовішою церемоніальною подією в історії людства. 300 тисяч осіб були присутні на траурній літургії, 4 млн паломників проводили намісника Святого Петра з життя земного в життя вічне (з них більше мільйона склали поляки); понад мільярд віруючих, що належать до різних християнських конфесій і які сповідують різні релігії, молилися за упокій його душі; 2 млрд глядачів стежили за церемонією у прямому ефірі.
На похорон понтифіка з'їхалися понад 100 глав держав та урядів — 11 монархів, 70 президентів і прем'єр-міністрів, кілька керівників міжнародних організацій, у тому числі Генеральний секретар ООН Кофі Аннан. І ще близько двох тисяч членів різних делегацій — всього з 176 країн. Україну представляв президент Віктор Ющенко.
Церемонія похорону папи Івана Павла II, що відбулася 8 квітня 2005 у Ватиканському Соборі святого Петра, була заснована на літургійних текстах і положеннях апостольської конституції, затвердженої Іваном Павлом II у 1996 році.
У ніч на 8 квітня було припинено доступ вірян у Собор святого Петра, і тіло Івана Павла II помістили в кипарисову труну (за переказами, з цього дерева був виготовлений хрест, на якому розп'яли Ісуса Христа) — перша з трьох належних понтифіку при похованні трун (дві інші — цинкова й соснова). Перед закриттям віка труни обличчя Івана Павла II було накрито спеціальним шматком білого шовку. За традицією в труну поклали шкіряний мішечок з монетами, випущеними за роки понтифікату Івана Павла II, і металевий пенал з сувоєм, що містить життєпис Івана Павла II.
Після молитви труну перенесли на паперть перед фасадом Собору святого Петра, де о 10 годині ранку кардинали відслужили заупокійну месу. Траурну службу вів Йозеф Ратцингер, декан Колегії кардиналів, префект Конґрегації доктрини віри. Літургія йшла на латині, однак окремі місця читалися іспанською, англійською, французькою, а також на суахілі, польською, німецькою та португальською мовами. Східні патріархи відспівували папу по-грецьки. Серед них також був присутній голова Української греко-католицької церкви кардинал Любомир Гузар.
По закінченні церемонії прощання тіло Івана Павла II було перенесено в грот базиліки (собору) святого Петра. Іван Павло II похований поруч з мощами святого апостола Петра, у польській капелі (каплиці) Матері Божої Ченстоховської, святої покровительки Польщі, неподалік від каплиці творців слов'янського алфавіту святих Кирила і Мефодія, у першій могилі папи Івана XXIII, прах якого у зв'язку з його канонізацією в 2000 році був перенесений з крипти Собору святого Петра в сам собор. Капела Матері Божої Ченстоховської в 1982 році за наполяганням Івана Павла II була відреставрована, прикрашена іконою Святої Діви Марії та зображеннями польських святих.

## Вшанування пам'яті
- У другу річницю смерті Івана Павла II у польській місцевості Бещади у вогні з'явився силует папи[18].

#### Монументи
- 25 червня 2002 року був відкритий пам'ятник Івану Павлу II на ділянці апостольської нунціатури в Києві.
- В липні 2002 року, в річницю його візиту до Львова, відкритий та освячений пам'ятник Папі Івану Павлу ІІ перед церквою Різдва Пресвятої Богородиці на Сихові у Львові[19].
- 10 травня 2005 року був відкритий Пам'ятник Івану Павлу II у хорватському місті Трсат.
- 24 серпня 2007 року був відкритий пам'ятник Івану Павлу II в Дрогобичі.
- 25 серпня 2008 року скульптуру Івана Павла II відкрито на фасаді Кафедрального собору Успіння Пресвятої Діви Марії в Одесі.
- 16 серпня 2009 року був відкритий пам'ятник Івану Павлу II біля костелу Успіння Пресвятої Діви Марії в Надвірні[20]
- 22 жовтня 2011 року було відкрито та освячено пам'ятник Івану Павлу II в Житомирі.
- 15 квітня 2012 року був відкритий пам'ятник Івану Павлу II в Сан-Кристобаль-де-ла-Лагуна.
- 3 липня 2012 року був відкритий та освячений пам'ятник блаженному Папі Івану Павлу II у селищі Брюховичі біля Львова[21].
- 14 липня 2012 року був відкритий пам'ятник Рональду Рейгану та Івану Павлу II у Гданську.
- 31 серпня 2014 року встановили пам'ятник Івану Павлу II на території костелу Христа Царя Всесвіту у Хмельницькому[22].
- 11 квітня 2015 року було відкрито та освячено пам'ятник блаженному Папі Івану Павлу II, розташований біля костелу Божого Милосердя, що на вул. Брюховицькій у Львові[23].
- 26 червня 2021 року було встановлено та освячено пам'ятник Папі Римському Івану Павлу II. Встановили з нагоди 20-річчя його візиту до Львова[24].
- Встановлений пам'ятник блаженному Папі Івану Павлу II біля Костелу Пресвятої Трійці в місті Хмільник.
- Встановлений пам'ятник Папі Івану Павлу II в місті Кам'янці-Подільському.
- 6 лютого 2021 року було відкрито та освячено пам'ятник Івану Павлу II у місті Запоріжжя[25].
- 23 жовтня 2021 року було відкрито пам'ятник Івану Павлу II у місті Харкові[26].
- 21 листопада 2021 року було відкрито пам'ятник Івану Павлу II у місті Івано-Франківськ. [Архівовано 23 листопада 2021 у Wayback Machine.]
- У місті Київ є мурал із зображенням Іонна Павла II[27].

### Університети, коледжі
- На його честь названо Католицький Університет імені Івана Павла Великого в Ескондідо, що в штаті Каліфорнія.
- На його честь названа Католицька Вища школа імені Івана Павла Великого у Джеспері, що у штаті Індіана.
- На його честь названа Католицька Вища Школа імені Святого Івана Павла Великого у Дамфріс, що у штаті Вірджинія.
- Коледж Святого Івана Павла II у місті Давао (Філіппіни).

### Вулиці, парки
- На його честь названа Вулиця Іоанна Павла ІІ у місті Київ[28].
- На його честь названа Вулиця Івана Павла II у місті Івано-Франківськ.
- На його честь названа Вулиця Іоанна Павла II у місті Хмельницький.
- На його честь названа Вулиця Іоанна Павла II у місті Кам'янець-Подільський[29].
- На його честь названа Вулиця Святого Йоана Павла ІІ у місті Житомир.
- На його честь названа Вулиця Іоанна Павла II у місті Запоріжжя.
- На його честь названа Вулиця Іоанна Павла II у місті Суми.
- На його честь названо сквер імені Івана Павла II та Проспект Святого Івана Павла ІІ у місті Львові.
- На його честь названа Алея — пішохідна алея в парку імені Лазаря Глоби міста Дніпро[30].

### Церкви
- Духовний Римо-католицький центр святого Івана Павла II в с. Сокільники Львівської області. Костел святого Йоана Павла ІІ (освячений 18 липня 2020 року).
- У місті Львів збудують Екуменічний центр імені Івана Павла II РКЦ[31].
- У місті Параньяке (Філіппіни) збудовано Церкву Святого Івана Павла II.

### Центри
- У селі Шаровечка Хмельницької області діє Центр святого Йоана Павла II для реабілітації.[32]

### Пам'ятники

Львів біля Церкви Різдва Пресвятої Богородиці
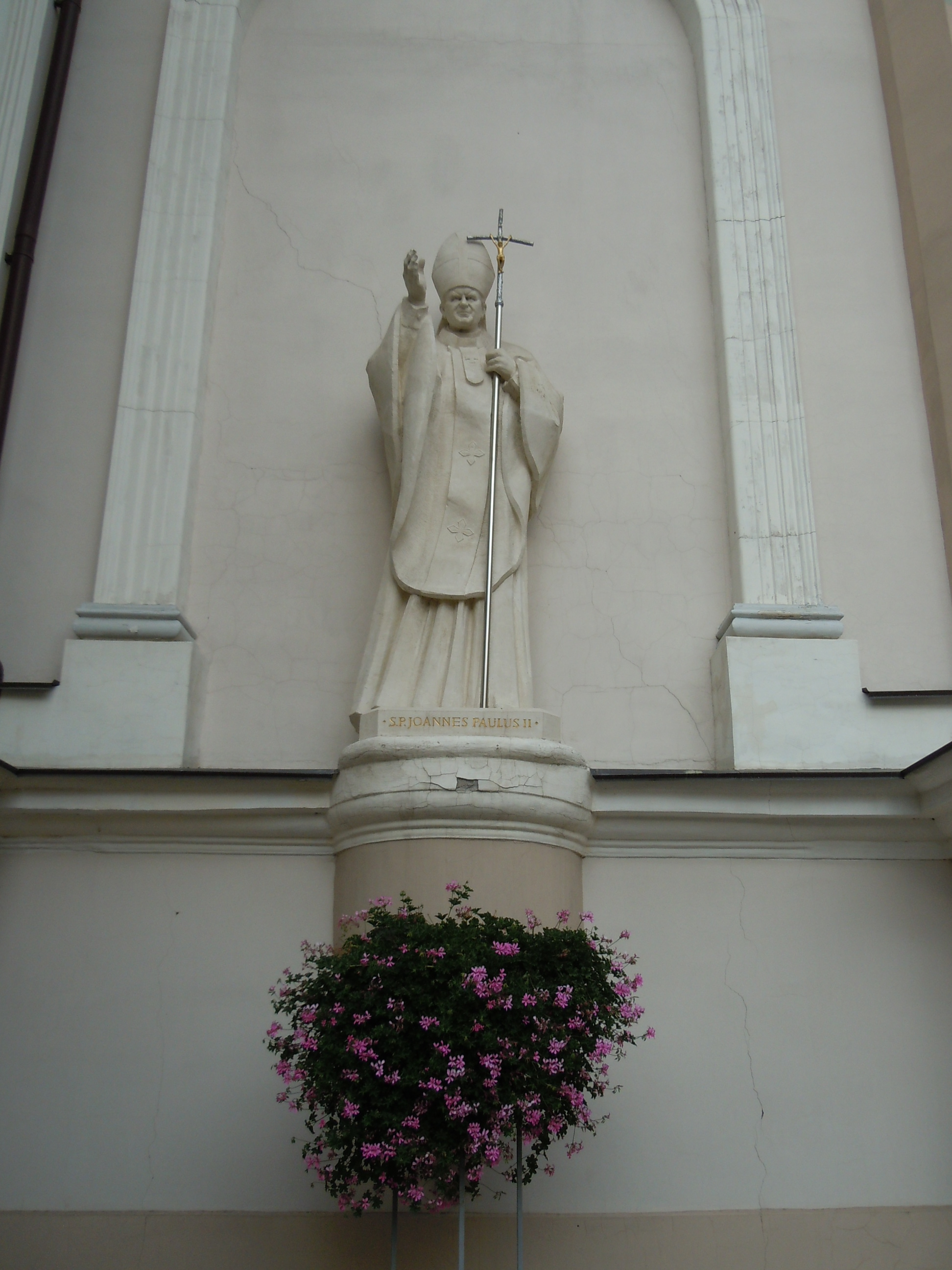
Одеса скульптура на Кафедральному соборі Успіння Пресвятої Діви Марії
Львів Рясне біля Костелу Божого Милосердя по вул. Брюховицькій
Дрогобич перед центральним входом до Костелу Святого Апостола Варфоломея
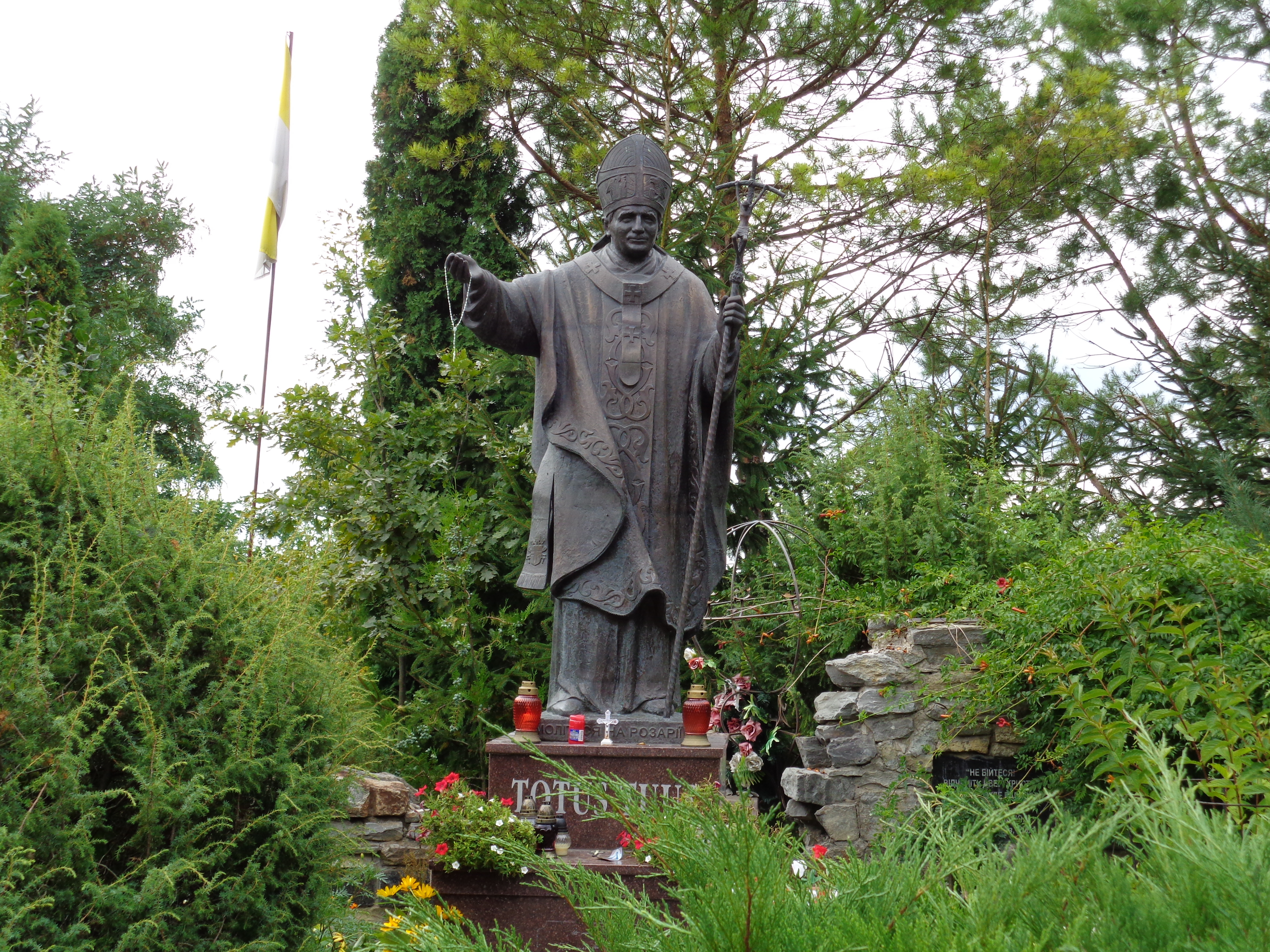
Кам'янець-Подільський біля Кафедрального костелу Святих Апостолів Петра і Павла
Житомир на Замковому майдані перед Кафедральним собором Святої Софії
Київ біля будинку по вулиці Івана Павла II
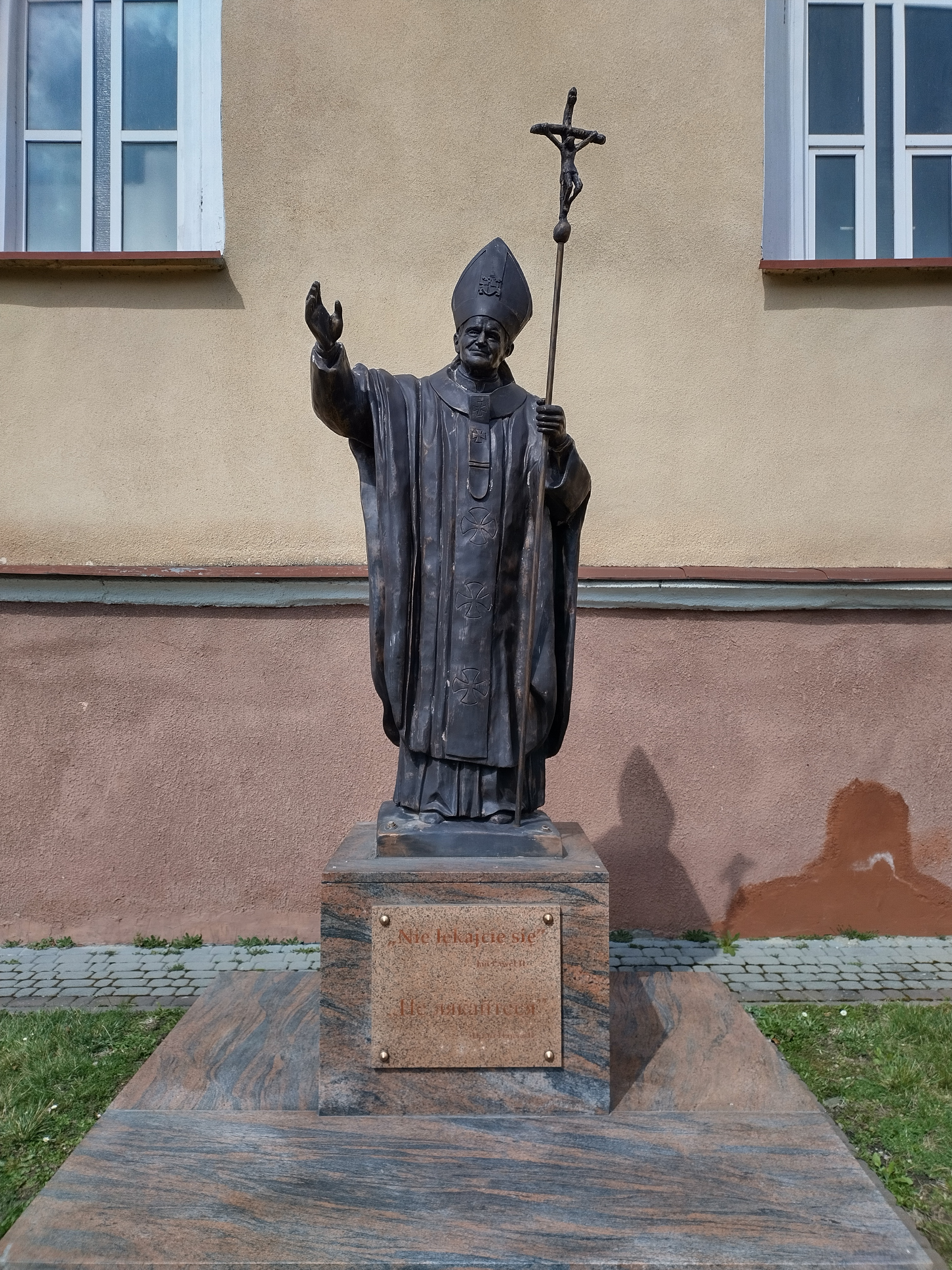
Яворів біля Костелу Святих Апостолів Петра і Павла РКЦ
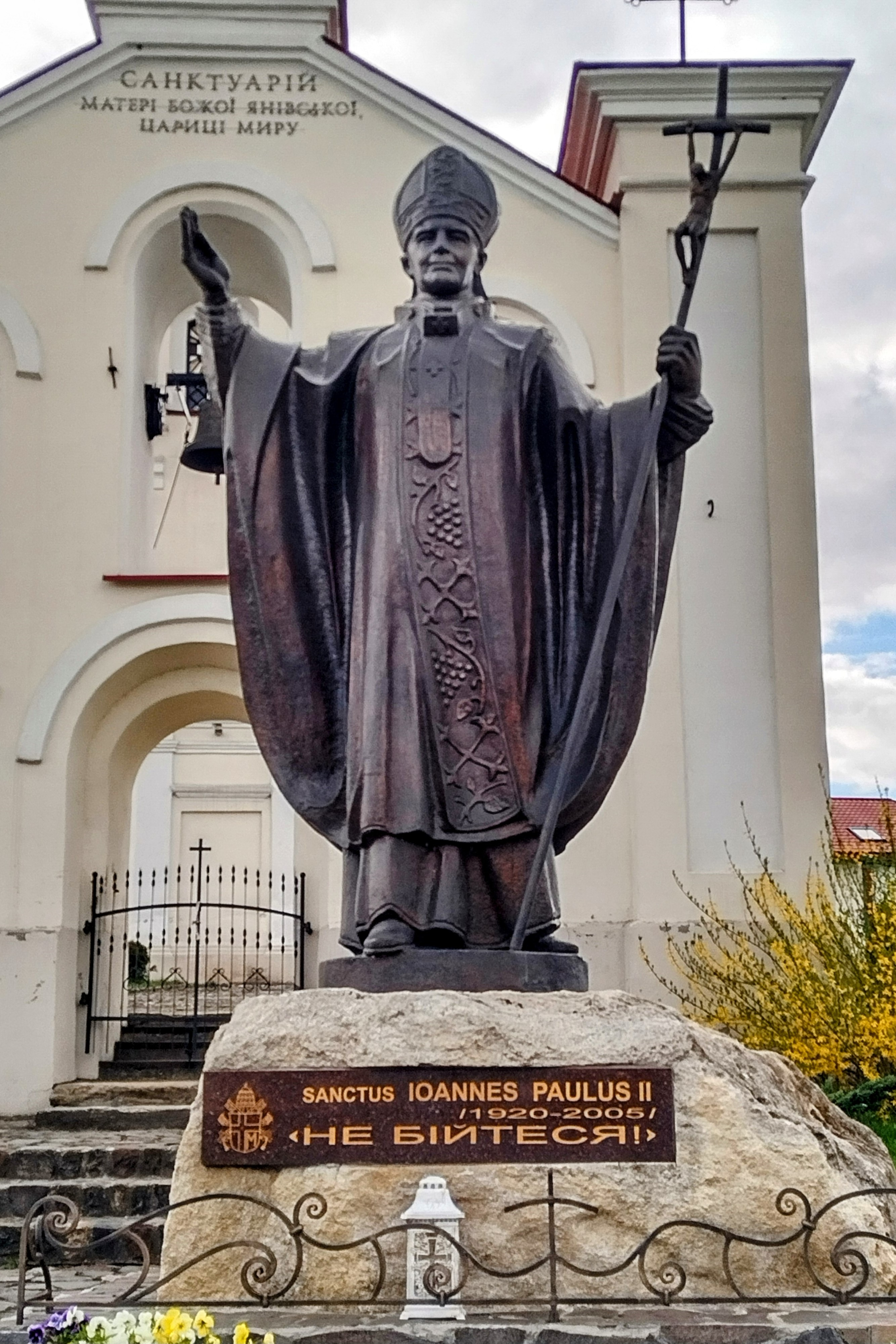
Івано-Франкове перед Костелом Святої Трійці
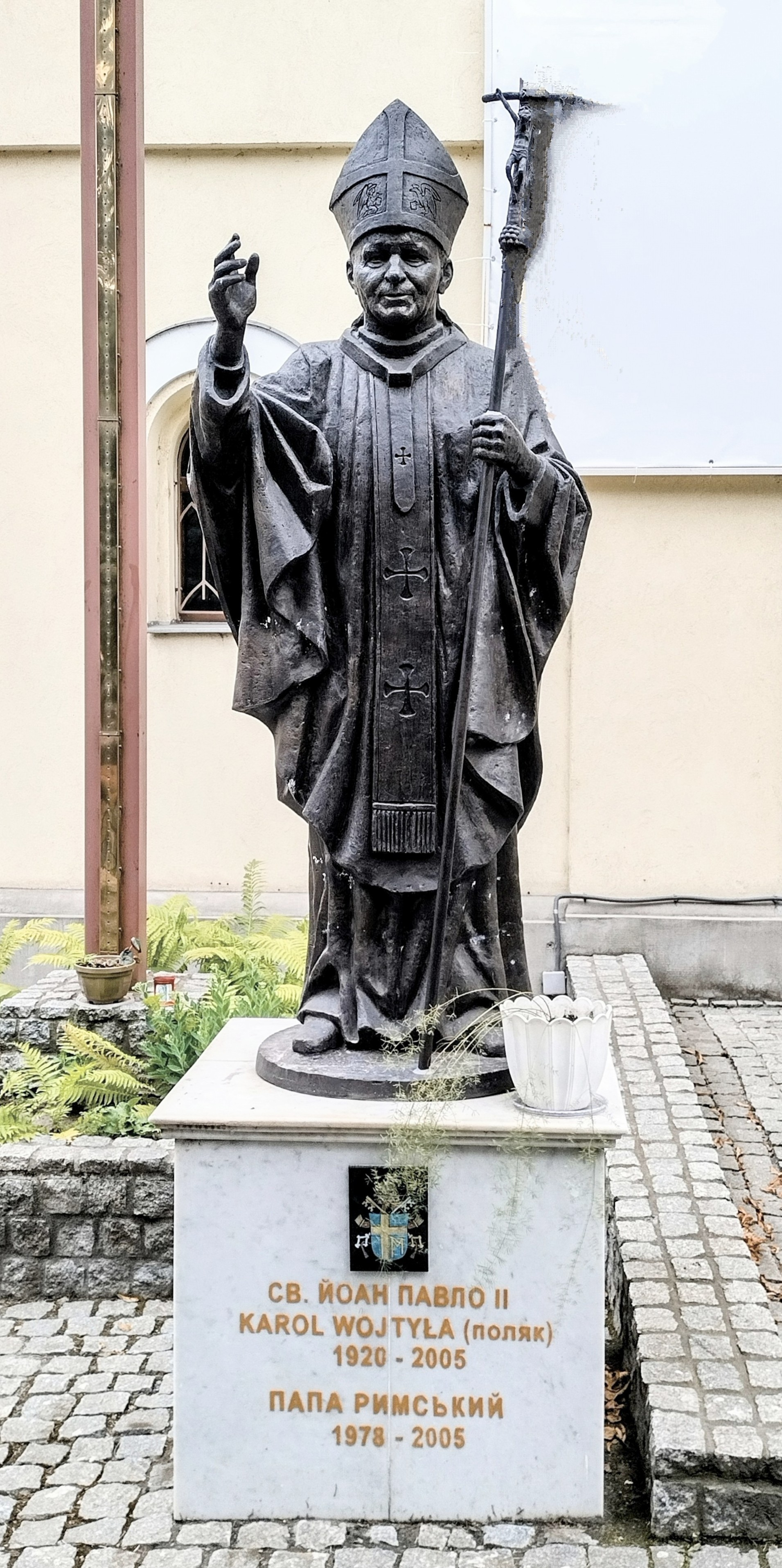
Дніпро перед входом до Костелу Святого Йосипа РКЦ
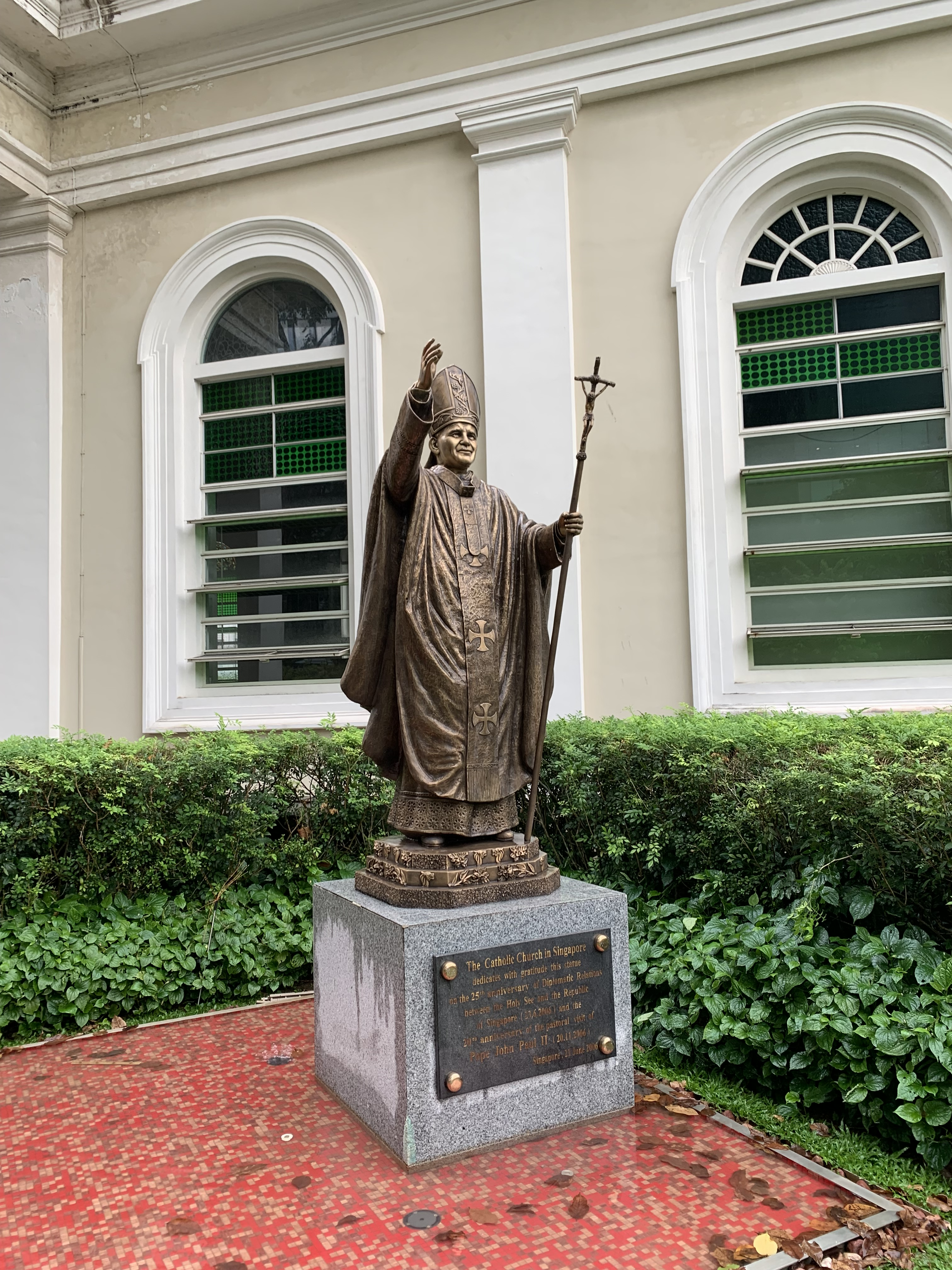
Сінгапур біля Собору Доброго Пастиря
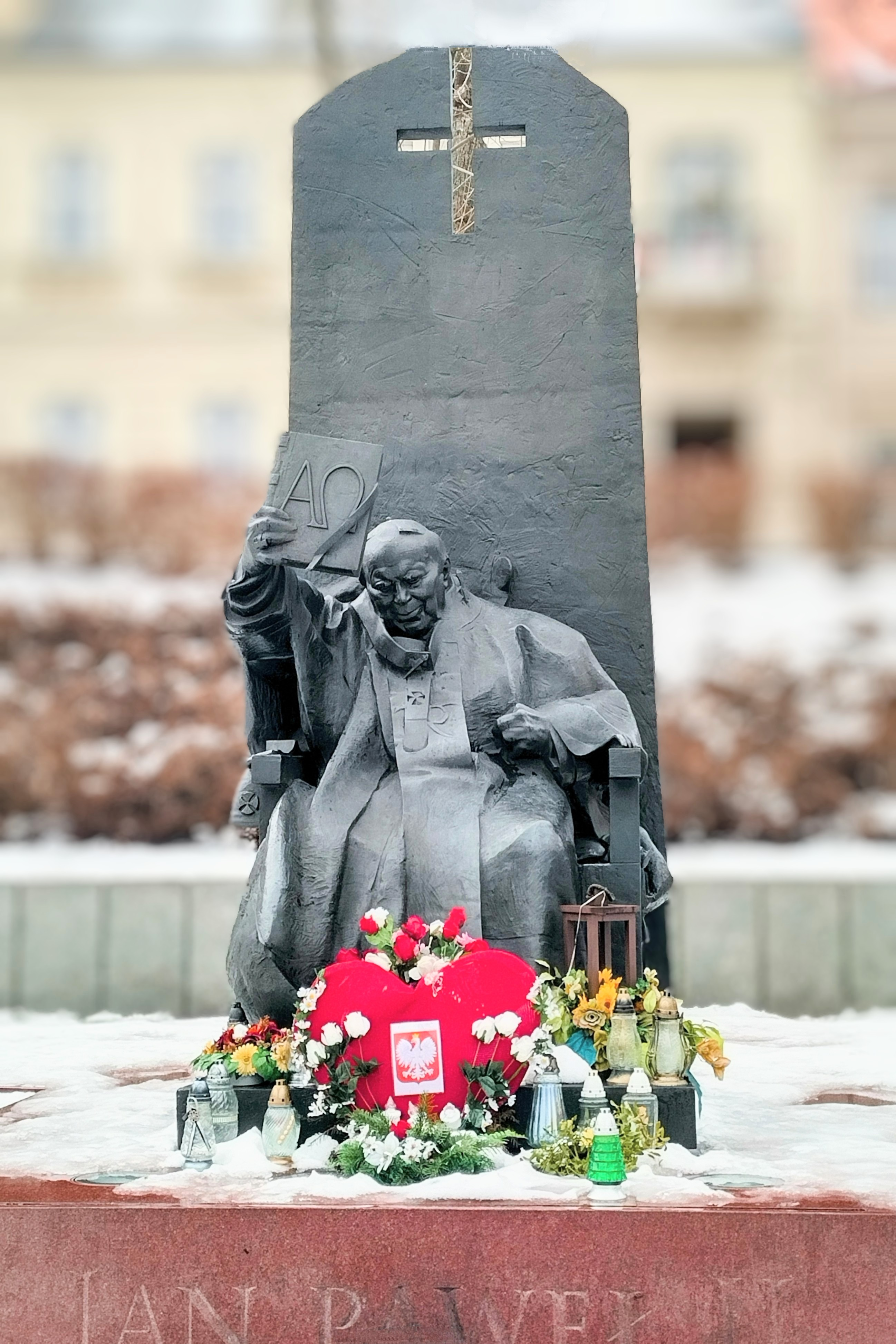
Перемишль
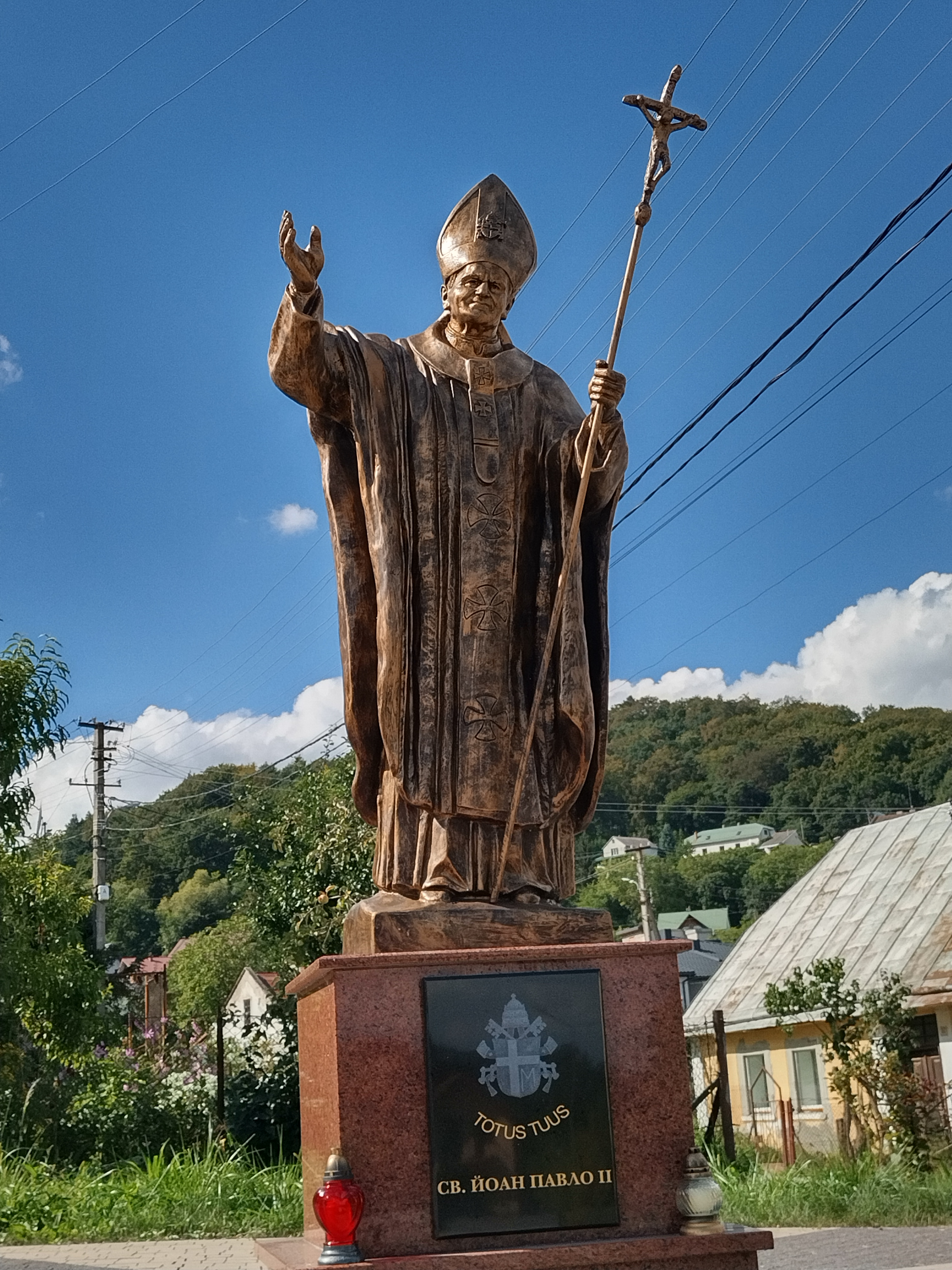
Винники перед Костелом Вознесіння Пресвятої Богородиці
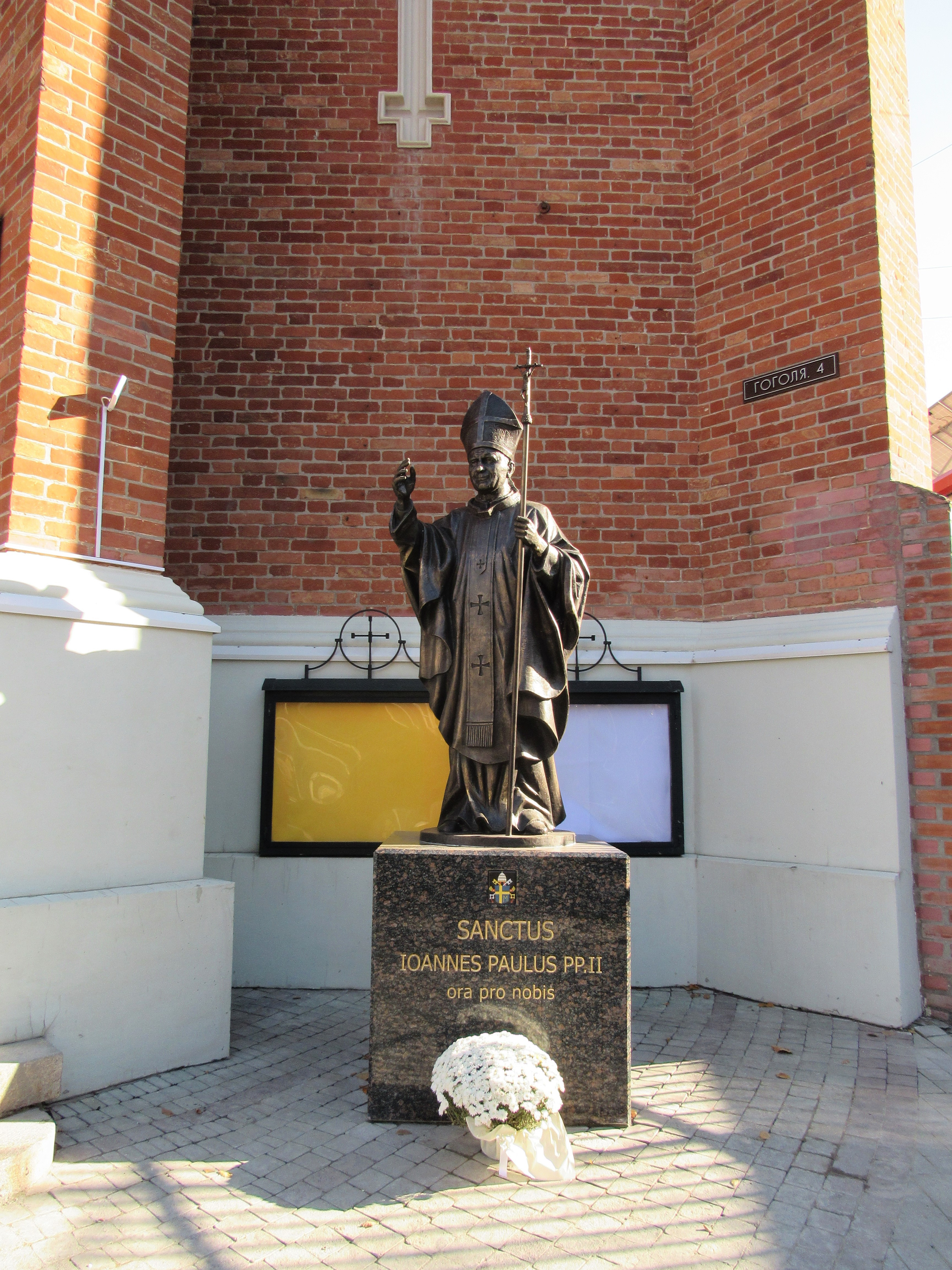
Харків. Перед Собором Успіння Пресвятої Діви Марії
Брюховичі
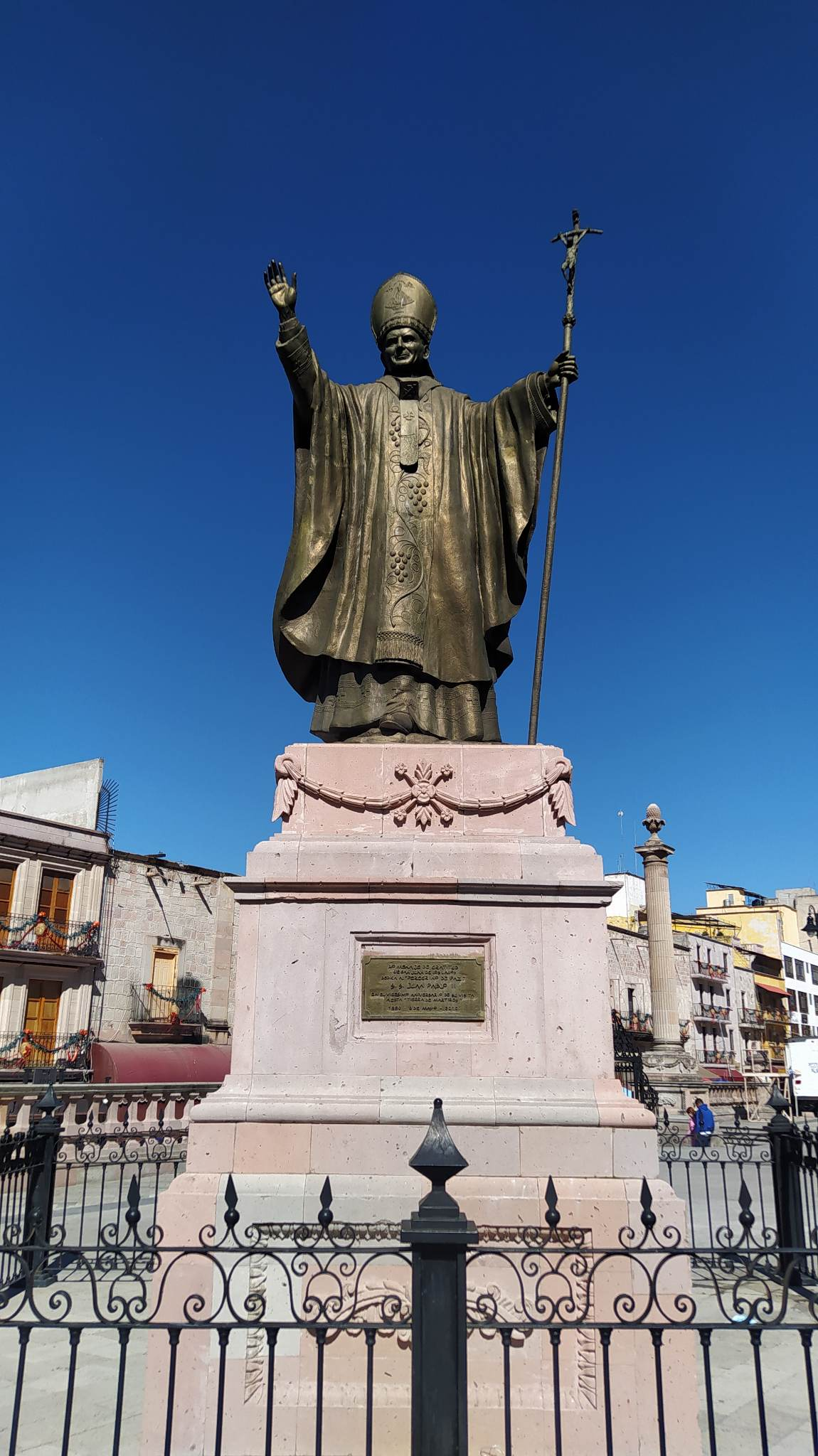
Сан-Хуан-де-лос-Лагос (Мексика)
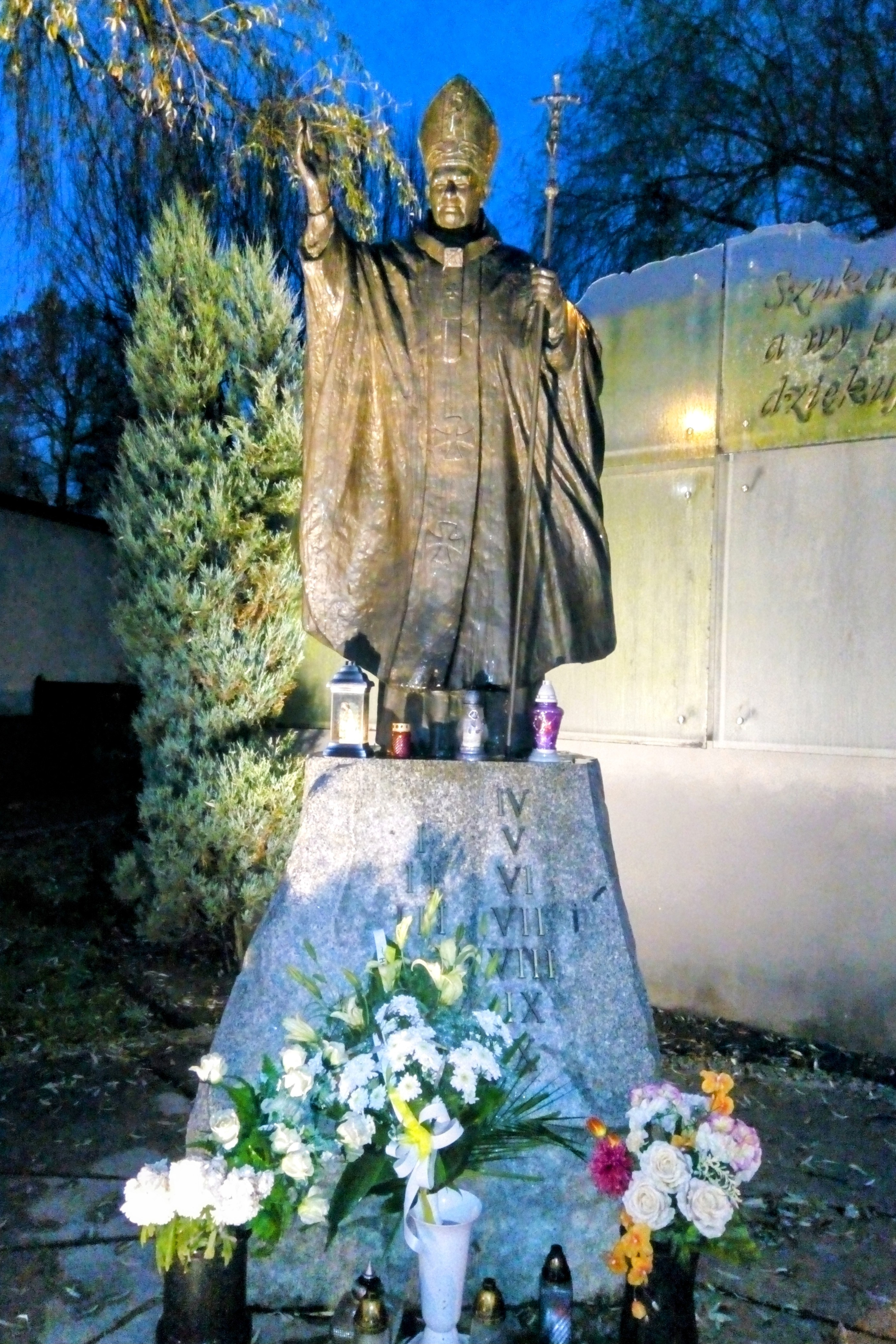
Новий Томишль, Польща. Біля костелу Матері Божої Неустанної Помочі

## Канонізація
Під час похорону Івана Павла II чимало учасників скандували: «Santo subito!» (з італійської: «Святий негайно!»), а також тримали транспаранти з цією ж фразою. Невдовзі після похорону, 13 травня 2005 р., його наступник Бенедикт XVI дозволив достроково розпочати беатифікаційний процес Івана Павла II, надаючи диспензу від церковного закону, який велить розпочинати цей процес принаймні через п'ять років після смерті особи, яка є кандидатом до беатифікації. Формально процес розпочався 28 червня 2005 р., коли були приведені до присяги члени беатифікаційного трибуналу. Постулятором процесу став польський священник Славомир Одер.
23 березня 2007 року дієцезіальний беатифікаційний трибунал Римської дієцезії, який займався першою фазою процесу, досліджуючи життя, чесноти, а також загальну думку вірних про святість життя Івана Павла II та про ласки і чуда, які можна випросити за його заступництвом, ствердив факт чудесного зцілення від хвороби Паркінсона французької монахині, ім'я якої на той час не повідомлялося.
2 квітня 2007 року відбулося офіційне закриття дієцезіальної фази процесу, і справа була передана до Конгрегації в справах святих.
У червні 2009 року дев'ять радників-богословів Конгрегації в справах святих висловили свою позитивну оцінку щодо героїчності чеснот Івана Павла II. У листопаді того ж року позитивну думку у цій справі висловили також кардинали і єпископи — члени Конгрегації в справах святих — і звернулись до Бенедикта XVI з проханням про беатифікацію.
19 грудня 2009 року Бенедикт XVI підписав декрет про визнання героїчності чеснот Івана Павла II. Після того на розгляд Конгрегації було представлено результати медичних експертиз французької монахині Марі Сімон П'єр Норман, у якої несподівано і незрозуміло з медичної точки зору зникли симптоми хвороби Паркінсона після молитви з призиванням заступництва Івана Павла II. 21 жовтня 2010 року медичні радники Конгрегації ствердили неможливість науково з'ясувати зцілення монахині. Оцінивши твердження медиків, 14 грудня 2010 року радники-богослови Конгрегації підтвердили факт чуда внаслідок призивання молитовного заступництва Івана Павла II.
11 січня 2011 року відбулася чергова сесія кардиналів і єпископів, членів Конгрегації у справах святих, яка видала своє позитивне рішення, визнаючи зцілення монахині чудом.

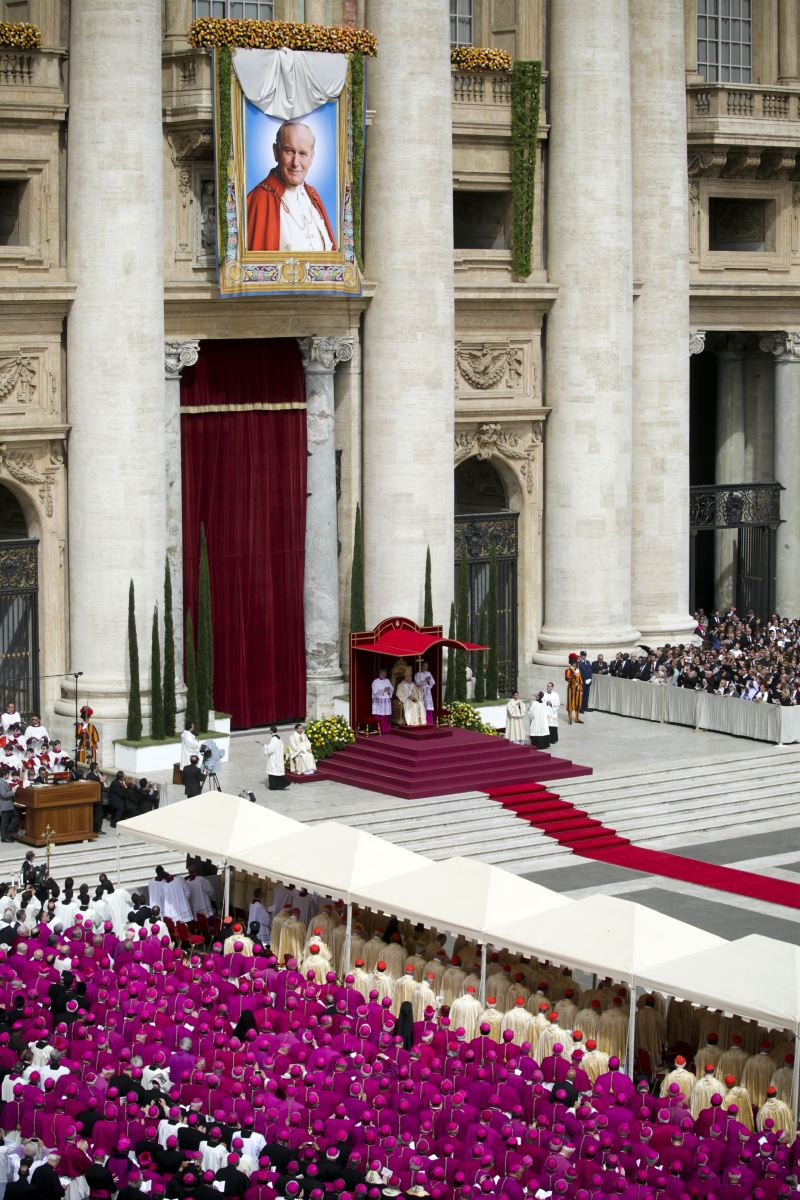
Канонізація Івана Павла ІІ, 2014

14 січня 2011 року папа Бенедикт XVI під час аудієнції, що була присвячена кардиналові Анджело Амато, префектові Конгрегації у справах святих, підписав декрет про визнання чуда. Цього ж дня прес-служба Святого Престолу оголосила, що урочисте проголошення Івана Павла II блаженним відбудеться 1 травня 2011 року у Ватикані.
29 квітня 2011 року тіло папи Івана Павла II було ексгумовано і розміщено перед головним вівтарем собору св. Петра, а після беатифікації перепоховано в новій гробниці. Мармурову плиту, якою була накрита колишня могила понтифіка, відправлять на його батьківщину — до Польщі.
1 травня 2011 року Папа Римський Бенедикт XVI беатифікував Івана Павла ІІ до лику блаженних.
2 липня 2013 року спеціальна комісія Ватикану визнала його святим. Шанується також УГКЦ.
27 квітня 2014 року папу Івана Павла II разом з іншим папою Іваном XXIII офіційно проголошено святим на площі Святого Петра у Ватикані.
Починаючи з 2024 року, УГКЦ вшановує пам'ять папи Івана Павла II 22 жовтня.

## Критика
Івана Павла II широко критикували за різноманітність його поглядів. Він був об'єктом критики прогресистів за його протидію висвяченню жінок і використання контрацепції та традиційних католиків за підтримку Другого Ватиканського собору та його реформи літургії. Реакція Івана Павла ІІ на сексуальне насильство над дітьми в Церкві також зазнала серйозного осуду.
Отриманий доступ до листів, які він писав одруженій жінці, філософу польського походження Анні-Терезі Тименецькій, листування відкриває внутрішній світ понтифіка з іншого боку.

## Українські переклади
Багато віршів Кароля Войтили перекладено українською. В Україні його поезії виходили такими виданнями:
- Войтила Кароль. Веслуючи в небо: Поезії / Марія Г. Овдієнко (вступне слово), Станіслав О. Шевченко (пер.з пол.), Юлія Л. Булаховська (передмова). — Бровари: Українська ідея, 2001. — 125 с. — ISBN 966-7638-08-1.
- Войтила Кароль. Вибрані поезії / Надія Степула (переклад), Григорій Штонь (передмова). — Львів: Світ (видавництво)|Світ]], 2001. — 88 с. — ISBN 966-603-116-7.
- Войтила Кароль. Святиня=Swiatynia / K. Wojtyla: Вибрані поезії / Віктор Грабовський (упорядкування, передмова, переклад з польської). — Київ: Дніпро, 2001. — 149 с. — Укр. та пол. мовою. — ISBN 966-578-023-9.
- Войтила Кароль. Вибрані поезії / переклала Юлія Курташ-Карп. — Львів: Терус, 2001
- Іван Павло ІІ. Римський триптих. — Київ: ТОВ «Університетське видавництво ПУЛЬСАРИ», 2011.

## Цікаві факти
- Папа Іван Павло II здійснив 104 закордонні поїздки, відвідав усі континенти. Під час його понтифікату понад 300 мільйонів людей стало католиками[39].
- Папа Іван Павло ІІ — одна з найвпливовіших постатей ХХ століття, його канонізували у рекордний час — лише за дев'ять років після смерті.
- Папа знав 12 мов, серед яких є й українська. Окрім неї, він володів польською, англійською, італійською, французькою, німецькою, латиною, іспанською, словацькою, португальською, хорвато-сербською мовами та есперанто.